# Hípica als Jocs Olímpics d'estiu de 1928 - Salts d'obstacles per equips
El salt d'obstacles per equips va ser una de les sis proves d'hípica que es van disputar als Jocs Olímpics d'Estiu de 1928, a Amsterdam. La competició es va disputar el 12 d'agost de 1928, amb la participació de 42 gents procedents de 14 nacions diferents.
La suma dels resultats individuals servien per determinar la competició per equips.

## Medallistes
| Or                                                                                   | Plata                                                                                           | Bronze                                                                            |
| Espanya José Navarro i Zapatazo · José Álvarez i Zalamero · Julio García i Revistade | Polònia Kazimierz Gzowski i Mylord · Kazimierz Szosland i Ali · Michał Antoniewicz i Readgleadt | Suècia Karl Hansén i Gerold · Carl Björnstjerna i Kornett · Ernst Hallberg i Loke |

## Classificació final
| Pos. | Nació          | Binomi                        | Binomi         | Resultat Individual | Resultat Total |
| Pos. | Nació          | Genet                         | Cavall         | Resultat Individual | Resultat Total |
| ---- | -------------- | ----------------------------- | -------------- | ------------------- | -------------- |
| 1    | Espanya        | José Navarro                  | Zapatazo       | 0,0                 | 4,0            |
| 1    | Espanya        | José Álvarez                  | Zalamero       | 2,0                 | 4,0            |
| 1    | Espanya        | Julio García                  | Revistade      | 2,0                 | 4,0            |
| 2    | Polònia        | Kazimierz Gzowski             | Mylord         | 0,0                 | 8,0            |
| 2    | Polònia        | Kazimierz Szosland            | Alli           | 2,0                 | 8,0            |
| 2    | Polònia        | Michał Antoniewicz            | Readglet       | 6,0                 | 8,0            |
| 3    | Suècia         | Karl Hansen                   | Gerold         | 0,0                 | 10,0           |
| 3    | Suècia         | Carl Björnstjerna             | Kornett        | 2,0                 | 10,0           |
| 3    | Suècia         | Ernst Hallberg                | Loke           | 8,0                 | 10,0           |
| 4    | Itàlia         | Francesco Fourquet            | Capinera       | 0,0                 | 12,0           |
| 4    | Itàlia         | Alessandro Bettoni Cazzago    | Aladino        | 6,0                 | 12,0           |
| 4    | Itàlia         | Tommaso Lequio di Assaba      | Trebecco       | 6,0                 | 12,0           |
| 4    | França         | Pierre Bertrand de Bolanda    | Papillon       | 0,0                 | 12,0           |
| 4    | França         | Jacques Couderc de Fonlongue  | Valangerville  | 4,0                 | 12,0           |
| 4    | França         | Pierre Clavé                  | Le Trouvère    | 8,0                 | 12,0           |
| 4    | Portugal       | Luís Ferraz                   | Marco Visconti | 4,0                 | 12,0           |
| 4    | Portugal       | Hélder Martins                | Avro           | 4,0                 | 12,0           |
| 4    | Portugal       | José de Albuquerque           | Hebraico       | 4,0                 | 12,0           |
| 7    | Alemanya       | Eduard Krüger                 | Donauwelle     | 2,0                 | 14,0           |
| 7    | Alemanya       | Richard Sahla                 | Correggio      | 4,0                 | 14,0           |
| 7    | Alemanya       | Carl von Langen               | Falkner        | 8,0                 | 14,0           |
| 8    | Suïssa         | Charles-Gustave Kuhn          | Pepita         | 0,0                 | 18,0           |
| 8    | Suïssa         | Alphonse Gemuseus             | Lucette        | 2,0                 | 18,0           |
| 8    | Suïssa         | Pierre de Muralt              | Notas          | 16,0                | 18,0           |
| 9    | Estats Units   | Harry Chamberlin              | Nigra          | 4,0                 | 22,0           |
| 9    | Estats Units   | Frank Carr                    | Miss America   | 6,0                 | 22,0           |
| 9    | Estats Units   | Adolphus Roffe                | Fairfax        | 12,0                | 22,0           |
| 10   | Països Baixos  | Gerard de Kruijff             | Preten         | 8,0                 | 26,0           |
| 10   | Països Baixos  | Antonius Colenbrander         | Gaga           | 8,0                 | 26,0           |
| 10   | Països Baixos  | Charles Labouchere            | Copain         | 10,0                | 26,0           |
| 11   | Noruega        | Knut Gysler                   | Sans Peur      | 6,0                 | 34,0           |
| 11   | Noruega        | Anton Klaveness               | Barrabas       | 12,0                | 34,0           |
| 11   | Noruega        | Bjart Ording                  | Fram I         | 16,0                | 34,0           |
| 12   | Argentina      | Amabrio del Villar            | Talán-Talán    | 12,3                | 58,3           |
| 12   | Argentina      | Raúl Antoli                   | Turbion        | 20,0                | 58,3           |
| 12   | Argentina      | Víctor Fernández              | Silencio       | 26,0                | 58,3           |
| 13   | Hongria        | von Malanotti Lajos           | Ibolya III     | 12,0                | 62,0           |
| 13   | Hongria        | von Kánya Antal               | Gólya          | 20,0                | 62,0           |
| 13   | Hongria        | Cseh von Szent-Katolna Kálmán | Beni           | 30,0                | 62,0           |
| 14   | Bèlgica        | Gaston Mesmaekers             | As de Pique    | 14,0                | 64,3           |
| 14   | Bèlgica        | Jacques Misonne               | Keepsake       | 16,0                | 64,3           |
| 14   | Bèlgica        | Baudouin de Brabandère        | Miss América   | 34,3                | 64,3           |
| -    | Txecoslovàquia | František Ventura             | Eliot          | 0,0                 | -              |
| -    | Txecoslovàquia | Josef Rabas                   | Daghestan      | 22,5                | -              |
| -    | Txecoslovàquia | Rudolf Popler                 | Denk           | DNF                 | -              |